# Grota u podnóża Myślenickich Turni
Grota u podnóża Myślenickich Turni (Grota z Kośćmi, Dziura z Kośćmi) – jaskinia w Dolinie Goryczkowej w Tatrach Zachodnich. Wejście do niej znajduje się pod południowo-zachodnią ścianą Myślenickich Turni na wysokości 1319 metrów n.p.m. Długość jaskini wynosi 30 metrów, a deniwelacja 4,5 metrów.

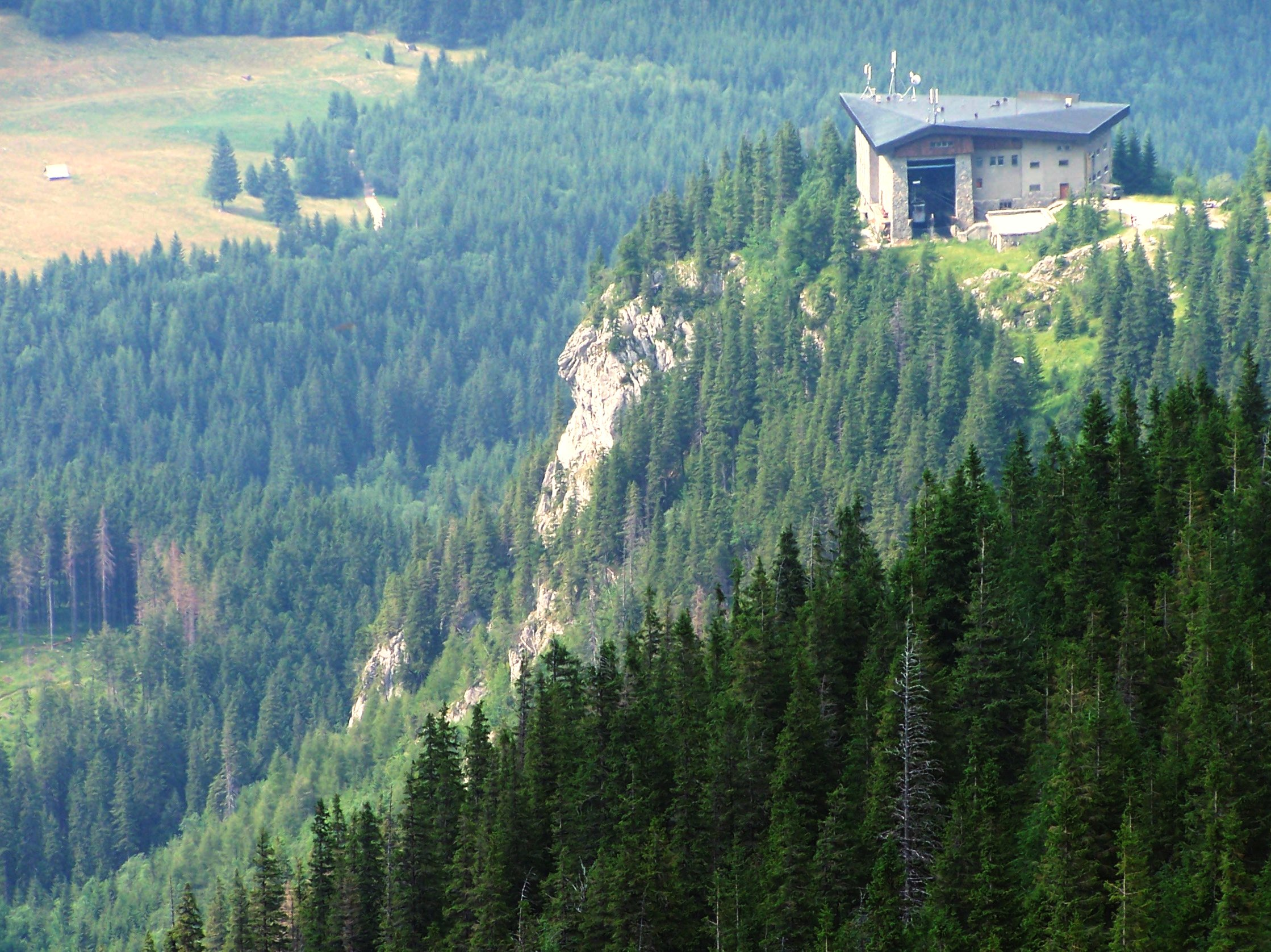
Myślenickie Turnie

## Opis jaskini
Z otworu głównego, leżącego w niszy, ciąg główny prowadzi do obszernej komory, dalej poziomym, 4-metrowym korytarzem, który kończy się 4-metrowym kominkiem. W górnej części kominka jest zacisk, przez który można dostać się do małej salki. Z niej odchodzi studzienka, której dno znajduje się w połowie 4-metrowego korytarza.  Można też przejść do okna położonego w połowie studzienki i dostać się do szczeliny, która w górze kończy się wnęką, a w dół prowadzi do okna w pierwszej komorze.
Obok otworu głównego, też w niszy, znajduje się inny otwór, prowadzący ciasnym, poziomym korytarzykiem do pochylni. Dalej  korytarzyk kończy się zaciskiem.

## Przyroda
W jaskini występują nacieki grzybkowe, mleko wapienne i polewy naciekowe.
Ściany są mokre. Można w niej spotkać nieliczne rośliny.
W jaskini mieszkają nietoperze, gryzonie i prawdopodobnie bywają w niej większe zwierzęta.

## Historia odkryć
13 maja 1932 roku Stefan Zwoliński w towarzystwie M. Pawlikowskiego (syna Jana Gwalberta Pawlikowskiego) był w początkowej części jaskini. Stwierdził wówczas, że istnieje możliwość połączenia jej z Jaskinią Goryczkową. 27 września 1933 roku jego pracownik K. Niechaj zbadał ciąg główny jaskini.